# Turngemeinde 1862 Rüsselsheim 2020-2021 (pallavolo maschile)
Questa voce raccoglie le informazioni riguardanti il Turngemeinde 1862 Rüsselsheim nelle competizioni ufficiali della stagione 2020-2021.

## Organigramma societario
Area direttiva
- Presidente: Nicole Tonn

Area tecnica
- Allenatore: Juan Manuel Serramalera
- Allenatore in seconda: Agustín Briscioli
- Scoutman: Luis Emilio Ferradàs

Area sanitaria
- Medico: Christian Hesse, Nina Kuhn, Martin Marzouk
- Fisioterapista: Felipe Itter Torres, Joseph Lorenz, Anna-Marlen Sielemann

## Rosa
| N° | Nome              | Ruolo | Data di nascita   | Nazionalità sportiva |
| -- | ----------------- | ----- | ----------------- | -------------------- |
| 1  | Facundo Imhoff    | C     | 25 gennaio 1989   | Argentina            |
| 2  | Satoshi Tsuiki    | L     | 16 gennaio 1992   | Giappone             |
| 3  | Melf Urban        | C     | 28 giugno 2001    | Germania             |
| 4  | Noah Baxpöhler    | C     | 13 agosto 1993    | Germania             |
| 5  | Erik Röhrs        | S     | 24 aprile 2001    | Germania             |
| 6  | Kyle Dagostino    | L     | 18 maggio 1995    | Stati Uniti          |
| 6  | Jonas Reinhardt   | S     | 30 luglio 1998    | Germania             |
| 7  | Ben Bierwisch     | S     | 20 maggio 2002    | Germania             |
| 9  | Tim Grozer        | S     | 14 ottobre 1998   | Germania             |
| 10 | Jochen Schöps     | O     | 8 ottobre 1983    | Germania             |
| 11 | Daniel Malescha   | O     | 28 aprile 1994    | Germania             |
| 12 | Jakob Günthör     | C     | 21 settembre 1995 | Germania             |
| 13 | Mario Schmidgall  | P     | 2 maggio 1998     | Germania             |
| 14 | Leon Dervisaj     | P     | 7 settembre 1996  | Germania             |
| 14 | Kjell Molzen      | S     | 10 gennaio 2001   | Germania             |
| 15 | Rodrigo Quiroga   | S     | 23 marzo 1987     | Argentina            |
| 16 | Matthias Valkiers | P     | 8 aprile 1990     | Belgio               |
| 17 | Philipp Lauter    | C     | 31 luglio 2001    | Germania             |
| 18 | Linus Hüger       | S     | 25 agosto 2003    | Germania             |

## Statistiche

### Statistiche di squadra
| Competizione       | Punti | In casa | In casa | In casa | In trasferta | In trasferta | In trasferta | Totale | Totale | Totale |
| Competizione       | Punti | G       | V       | P       | G            | V            | P            | G      | V      | P      |
| ------------------ | ----- | ------- | ------- | ------- | ------------ | ------------ | ------------ | ------ | ------ | ------ |
| 1. Bundesliga      | 28    | 11      | 6       | 5       | 11           | 4            | 7            | 22     | 10     | 12     |
| Coppa di Germania  | -     | 0       | 0       | 0       | 2            | 2            | 0            | 3      | 3      | 0      |
| Supercoppa tedesca | -     | -       | -       | -       | -            | -            | -            | 1      | 0      | 1      |
| Totale             | -     | 11      | 6       | 5       | 13           | 6            | 7            | 26     | 13     | 13     |

G = partite giocate; V = partite vinte; P = partite perse

### Statistiche dei giocatori
| Giocatore     | 1. Bundesliga | 1. Bundesliga | 1. Bundesliga | 1. Bundesliga | 1. Bundesliga | Coppa di Germania | Coppa di Germania | Coppa di Germania | Coppa di Germania | Coppa di Germania | Supercoppa tedesca | Supercoppa tedesca | Supercoppa tedesca | Supercoppa tedesca | Supercoppa tedesca | Totale | Totale | Totale | Totale | Totale |
| Giocatore     | P             | PT            | AV            | MV            | BV            | P                 | PT                | AV                | MV                | BV                | P                  | PT                 | AV                 | MV                 | BV                 | P      | PT     | AV     | MV     | BV     |
| ------------- | ------------- | ------------- | ------------- | ------------- | ------------- | ----------------- | ----------------- | ----------------- | ----------------- | ----------------- | ------------------ | ------------------ | ------------------ | ------------------ | ------------------ | ------ | ------ | ------ | ------ | ------ |
| N. Baxpöhler  | 22            | 178           | 139           | 29            | 10            | 3                 | 29                | 19                | 9                 | 1                 | 1                  | 6                  | 4                  | 2                  | 0                  | 26     | 213    | 162    | 40     | 11     |
| B. Bierwisch  | 4             | 15            | 7             | 6             | 2             | -                 | -                 | -                 | -                 | -                 | 1                  | 7                  | 6                  | 1                  | 0                  | 5      | 22     | 13     | 7      | 2      |
| K. Dagostino  | -             | -             | -             | -             | -             | -                 | -                 | -                 | -                 | -                 | 1                  | 0                  | 0                  | 0                  | 0                  | 1      | 0      | 0      | 0      | 0      |
| L. Dervisaj   | 13            | 29            | 8             | 16            | 5             | -                 | -                 | -                 | -                 | -                 | -                  | -                  | -                  | -                  | -                  | 13     | 29     | 8      | 16     | 5      |
| T. Grozer     | 13            | 174           | 146           | 9             | 19            | 3                 | 39                | 34                | 2                 | 3                 | 1                  | 3                  | 3                  | 0                  | 0                  | 17     | 216    | 183    | 11     | 22     |
| J. Günthör    | 13            | 49            | 28            | 16            | 5             | 2                 | 14                | 9                 | 4                 | 1                 | 1                  | 8                  | 4                  | 2                  | 2                  | 16     | 71     | 41     | 22     | 8      |
| L. Hüger      | 17            | 27            | 20            | 6             | 4             | 3                 | 0                 | 0                 | 0                 | 0                 | 0                  | 0                  | 0                  | 0                  | 0                  | 20     | 27     | 20     | 6      | 4      |
| F. Imhoff     | 15            | 142           | 102           | 38            | 2             | 2                 | 13                | 9                 | 4                 | 0                 | -                  | -                  | -                  | -                  | -                  | 17     | 155    | 111    | 42     | 2      |
| P. Lauter     | 1             | 0             | 0             | 0             | 0             | 0                 | 0                 | 0                 | 0                 | 0                 | 0                  | 0                  | 0                  | 0                  | 0                  | 1      | 0      | 0      | 0      | 0      |
| D. Malescha   | 21            | 304           | 267           | 21            | 16            | 3                 | 59                | 53                | 5                 | 1                 | 1                  | 17                 | 17                 | 0                  | 0                  | 25     | 380    | 337    | 26     | 17     |
| K. Molzen     | 0             | 0             | 0             | 0             | 0             | 0                 | 0                 | 0                 | 0                 | 0                 | -                  | -                  | -                  | -                  | -                  | 0      | 0      | 0      | 0      | 0      |
| R. Quiroga    | 15            | 99            | 95            | 3             | 1             | 2                 | 19                | 17                | 2                 | 0                 | -                  | -                  | -                  | -                  | -                  | 17     | 118    | 112    | 5      | 1      |
| J. Reinhardt  | 7             | 32            | 28            | 4             | 0             | -                 | -                 | -                 | -                 | -                 | -                  | -                  | -                  | -                  | -                  | 7      | 32     | 28     | 4      | 0      |
| E. Röhrs      | 2             | 21            | 17            | 2             | 2             | -                 | -                 | -                 | -                 | -                 | -                  | -                  | -                  | -                  | -                  | 2      | 21     | 17     | 2      | 2      |
| M. Schmidgall | 18            | 42            | 27            | 13            | 2             | 3                 | 5                 | 2                 | 3                 | 0                 | 1                  | 0                  | 0                  | 0                  | 0                  | 22     | 47     | 29     | 16     | 2      |
| J. Schöps     | 20            | 195           | 159           | 25            | 11            | 2                 | 16                | 15                | 0                 | 1                 | 1                  | 0                  | 0                  | 0                  | 0                  | 23     | 211    | 174    | 25     | 12     |
| S. Tsuiki     | 22            | 0             | 0             | 0             | 0             | 3                 | 0                 | 0                 | 0                 | 0                 | 1                  | 0                  | 0                  | 0                  | 0                  | 26     | 0      | 0      | 0      | 0      |
| M. Urban      | 2             | 6             | 4             | 1             | 1             | 0                 | 0                 | 0                 | 0                 | 0                 | -                  | -                  | -                  | -                  | -                  | 2      | 6      | 4      | 1      | 1      |
| M. Valkiers   | 8             | 11            | 4             | 3             | 4             | 2                 | 9                 | 6                 | 2                 | 1                 | 1                  | 3                  | 2                  | 1                  | 0                  | 11     | 23     | 12     | 6      | 5      |

P = presenze; PT = punti totali; AV = attacchi vincenti; MV = muri vincenti; BV = battute vincenti